# Juan Sierra
Juan Sierra (falecido a 16 de fevereiro de 1374) foi um prelado católico romano que serviu como bispo de Segóvia (1370–1374) e bispo de Ourense (1367–1370).

## Biografia
No dia 23 de agosto de 1361, Juan Sierra foi nomeado durante o papado de Inocêncio VI como Bispo de Ourense. Em 1367, foi consagrado bispo por Gómez Manrique (bispo), arcebispo de Toledo, tendo como co-consagrador o bispo Gonçalo Gonçalves de Figueiredo, bispo de Viseu. A 3 de outubro de 1370, foi nomeado durante o papado de Urbano V como Bispo de Segóvia. Serviu como Bispo de Segóvia até à sua morte a 16 de fevereiro de 1374.